# Trzemeszno
Pour les articles homonymes, voir Trzemeszno (homonymie).
Trzemeszno (prononciation : [tʂɛˈmɛʂnɔ], en allemand : Tremessen) est une ville polonaise du powiat de Gniezno de la voïvodie de Grande-Pologne dans le centre-ouest de la Pologne.
Elle est située à environ 16 kilomètres à l'est de Gniezno, siège du powiat, et à 64 kilomètres à l'est de Poznań, capitale de la voïvodie de Grande-Pologne.
Elle est le siège administratif (chef-lieu) de la gmina de Trzemeszno.
La ville couvre une surface de 5,46 km2.

## Géographie

Plan de la ville.

La ville de Trzemeszno est située au centre-est de la voïvodie de Grande-Pologne, en bordure avec celle de Couïavie-Poméranie. La ville est entourée de plusieurs lacs, dont le plus important, le lac de Popielewo, à l'est de la ville, couvre une superficie de 300 hectares. Trzemeszno s'étend sur 5,46 km2.

## Histoire
La première mention de la ville date du Xe siècle, à l'époque où une localité défensive a été créée ici, puis changea en localité de marché. Cela s'explique par le fait que la ville se trouvait sur la route commerciale qui rejoignait la Grande-Pologne et le nord de la Mazovie et de la Pomérélie.
Au XIIe siècle, Trzemeszno est devenue une propriété du monastère des chanoines réguliers de saint Augustin. Ces moines sont venus grâce au duc Boleslas III Bouche-Torse. Trzemezszno reçoit ses droits de ville avant 1382.
Dès la seconde moitié du XVIIe siècle, toute la région et la ville commencent à décliner, à cause des invasions suédoises et des nombreux fléaux. En 1766, il ne reste plus que 15 maisons dans la ville. Cependant, Trzemeszno recommence à se développer rapidement, notamment grâce à l'activité de Michał Kościesza Kosmowski, abbé du monastère de la ville entre 1761 et 1804. Celui-ci a fondé la Ville nouvelle, une banlieue où les tisserands ont pu exercer, ainsi que la banlieue saint Michel pour les autres artisans. Kosmowski a également fondé un hôpital d'enseignement secondaire, Collegium Tremesnensis. Le patriote polonais Jan Kiliński (en) naît dans la ville en 1760. En 1791, on recense dans la ville près de 144 bâtiments et environ 1 000 habitants.
En 1793, en raison du deuxième partage de la Pologne, Trzemeszno est devenue une partie de la Prusse, et après 1815, la ville faisait partie du grand-duché de Posen. En 1849, Trzemeszno est rebaptisé Tremessen, et appartenait à l'arrondissement de Mogilno.
En 1848, Trzemeszno devient l'un des principaux centres de mouvement de libération nationale en Grande-Pologne. L'ouverture d'une ligne de chemin de fer en 1872, qui relie Trzemeszno à Poznań, Toruń et Inowrocław, contribue au développement de la ville.
À la fin de la première Guerre mondiale, dans les premiers jours de l'insurrection de Grande-Pologne, les habitants de Trzemeszno prennent le contrôle de leur ville le 29 décembre 1918 ; la ville devient une partie de la Pologne nouvellement reconstituée dans les mois suivants.
En septembre 1939, les habitants de Trzemeszno font face à l'invasion nazie. Pendant l'occupation, le nom de la ville change une nouvelle fois en Tremessen. Les écoles, les bibliothèques et l'église sont alors fermées.
De 1975 à 1998, Trzemeszno appartenait administrativement à la voïvodie de Bydgoszcz. Depuis 1999, la ville fait partie du territoire de la voïvodie de Grande-Pologne.

## Monuments
- la basilique mineure de l'Assomption de la Vierge Marie et saint Michel et le monastère des chanoines réguliers de saint Augustin. D'abord érigée au XIIe siècle dans un style roman, puis remaniée au XVe siècle dans un style gothique, elle est incendiée par la Wehrmacht en 1945, puis reconstruite ;
- les bâtiments de style baroque tardif construits par Kosmowski : l'hôpital (1787 - 1791), l'ancienne brasserie.

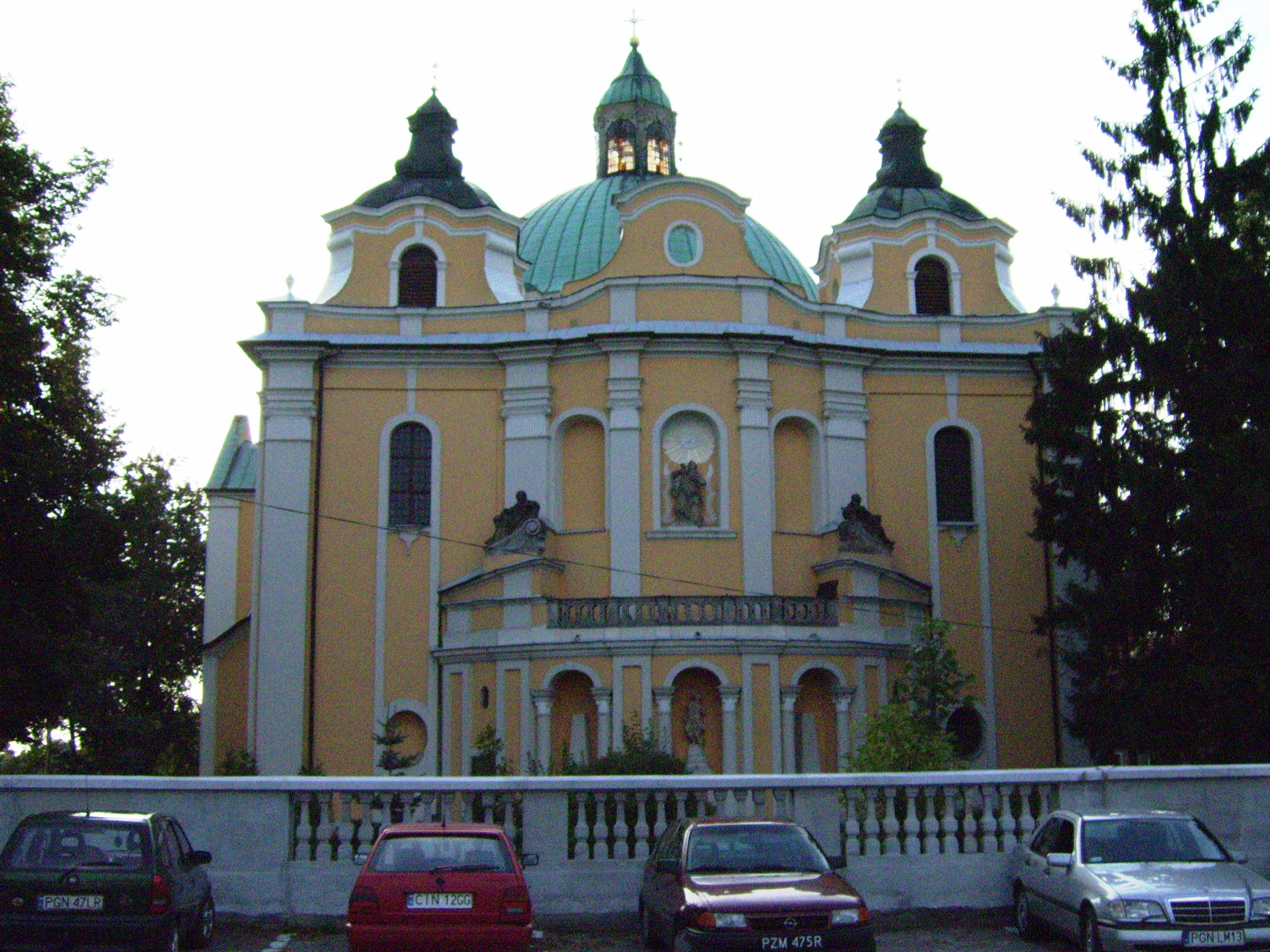
La basilique (extérieurs).
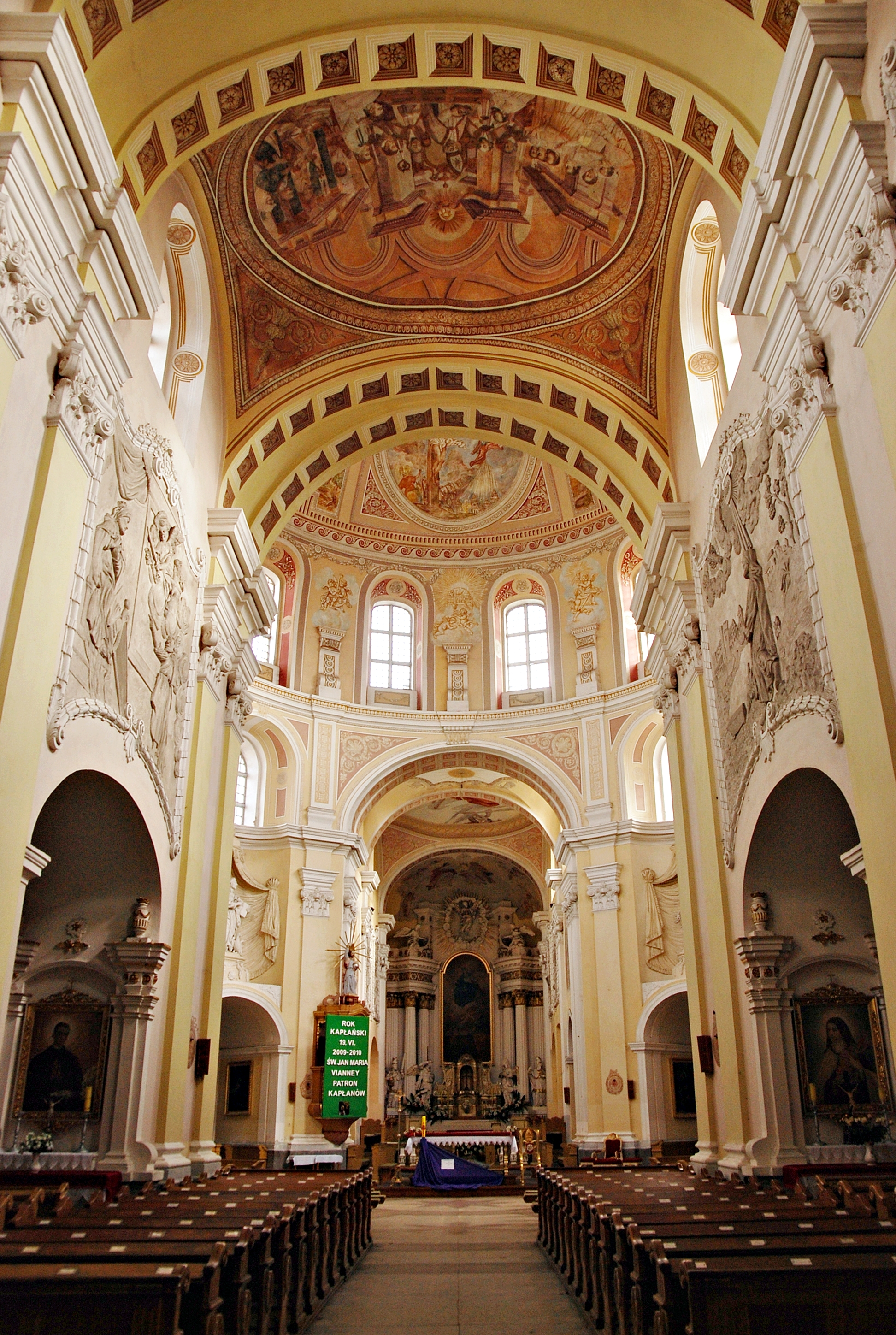
La basilique (intérieur).
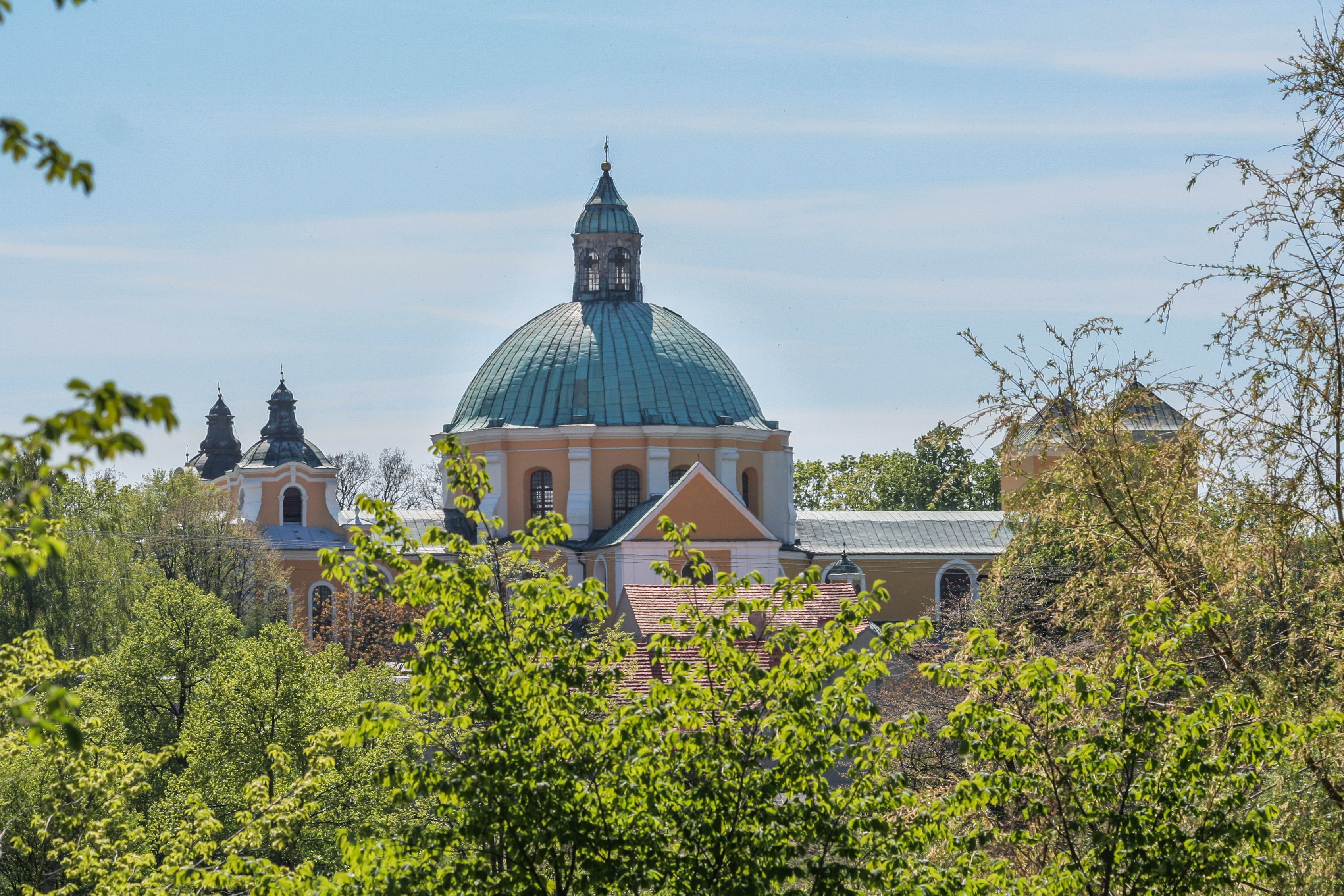
La basilique, vue de loin.
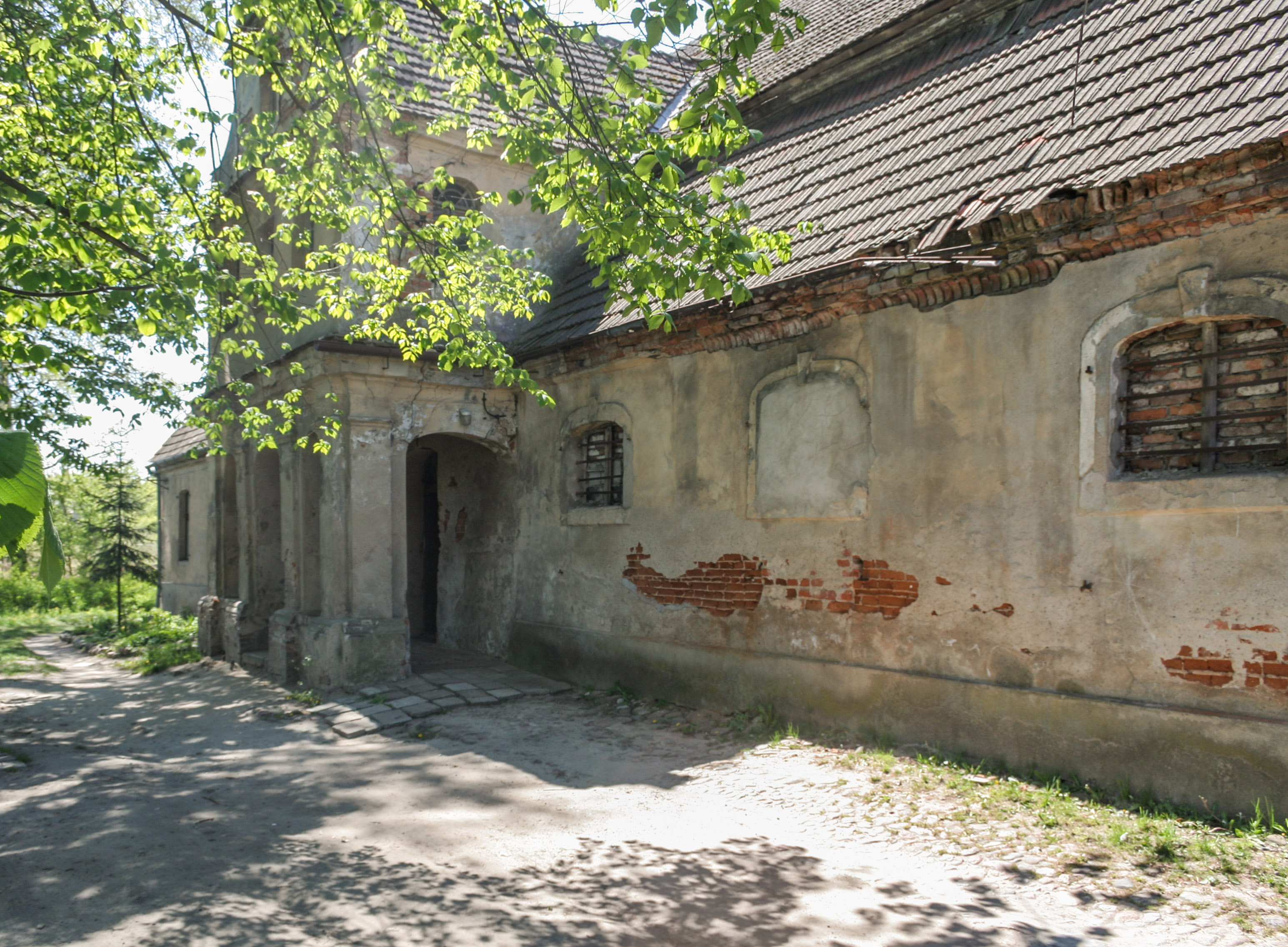
L'ancienne brasserie.

## Voies de communication
La route nationale 15 (de) (qui relie Trzebnica à Ostróda) passe par la ville.